# La Tentation d'aimer
La Tentation d'aimer (Kann denn Liebe Sünde sein?) est un téléfilm allemand, réalisé par Sophie Allet-Coche, et diffusé en 2011.

## Fiche technique
- Titre allemand : Kann denn Liebe Sünde sein?
- Réalisation : Sophie Allet-Coche
- Scénario : Birgit Maiwald
- Photographie : Felix Poplawsky
- Musique : Christopher Bremus
- Durée : 89 min

## Distribution
- Stephan Luca (V. F. : Constantin Pappas) : Père Gabriel
- Stefanie Stappenbeck (V. F. : Laurence Dourlens) : Maria
- Emil Reinke : Laurin
- Michael Brandner (V. F. : Gérard Dessalles) : Raimund
- Markus Brandl (V. F. : Olivier Jankovic) : Uwe
- Julia Obst : Pelin
- Thomas Limpinsel : Paul
- Heike Koslowski (V. F. : Olivia Nicosia) : Kathi
- Adele Butz : Klara
- Jörg Witte : Holger

Version française (V. F.) selon le carton de doublage.